# Lista de mídias de League of Legends
League of Legends é um jogo eletrônico multiplayer online battle arena (MOBA) desenvolvido e publicado pela Riot Games. Anunciado em outubro de 2008, foi lançado para Microsoft Windows na Europa e América do Norte como um título gratuito para jogar em 27 de outubro de 2009, após seis meses de testes beta. Desde então, o jogo foi portado para macOS e localizado para mercados em todo o mundo; em 2012, era o jogo mais jogado do mundo. League of Legends é frequentemente considerado o maior esporte eletrônico globalmente, com a final do Campeonato Mundial de League of Legends de 2020 chegando a 45,9 milhões de espectadores simultâneos.
Para comemorar o décimo aniversário do jogo, a Riot lançou vários títulos spin-offs, incluindo uma versão para celulares e consoles, um jogo digital de cartas colecionáveis chamado Legends of Runeterra e uma versão móvel autônoma do modo de jogo de auto battler Teamfight Tactics. Mais tarde no mesmo ano, a Riot anunciou a Riot Forge, uma editora que publica jogos eletrônicos baseados no universo de League of Legends desenvolvidos por desenvolvedores terceirizados. Depois de lançar anteriormente o jogo de mesa Mechs vs. Minions em 2016, a Riot tornou pública uma divisão de jogos de mesa no início de 2020 junto com seu primeiro título, que foi lançado em setembro daquele ano.
Além desses jogos, muitas outras formas de mídia de League of Legends foram produzidas, como livros, videoclipes e contos. Vários álbuns de trilhas sonoras foram lançados para download digital e streaming, bem como dois discos discos de vinil. Bandas compostas por personagens do jogo também lançaram canções, incluindo o grupo feminino K/DA, cujas canções chegaram ao topo da parada World Digital Song Sales da Billboard. Depois de lançar vários quadrinhos one-shot em seu site, a Riot fez parceria com a Marvel Comics em 2018 para criar uma série de quadrinhos. O primeiro – Ashe: Warmother – estreou em dezembro, e foi seguido por Lux e Zed em 2019. A Riot também produziu documentários sobre o desenvolvimento e a história de League of Legends, e lançou uma série de televisão animada, intitulada Arcane, na Netflix em 2021.

## Jogos
Todos os jogos foram desenvolvidos e publicados pela Riot Games, exceto onde indicado.

### Jogos eletrônicos
| Título | Detalhes |
| --- | --- |
| League of Legends Datas de lançamento originais: - AN: 27 de outubro de 2009 - EU: 27 de outubro de 2009 - CN: 22 de setembro de 2011 - CR: 12 de dezembro de 2011 - BR: 9 de agosto de 2012 | Anos de lançamento por sistema: 2009 – Microsoft Windows 2013 – macOS |
| League of Legends Datas de lançamento originais: - AN: 27 de outubro de 2009 - EU: 27 de outubro de 2009 - CN: 22 de setembro de 2011 - CR: 12 de dezembro de 2011 - BR: 9 de agosto de 2012 | Notas: - Um multiplayer online battle arena (MOBA) gratuito para jogar inspirado por Defense of the Ancients - O primeiro jogo da Riot, desenvolvido desde 2006 e anunciado em 7 de outubro de 2008 - Publicado pela Garena no Sudeste Asiático e Tencent na China; publicado originalmente pela Goa na Europa até que a Riot assumiu em maio de 2010 - Entrou em beta fechado em 10 de abril de 2009 e beta aberto em 22 de outubro de 2009 |
| Teamfight Tactics Datas de lançamento originais: - JP: 25 de junho de 2019 - OC: 25 de junho de 2019 - AN: 26 de junho de 2019 - EU: 26 de junho de 2019                                     | Anos de lançamento por sistema: 2019 – macOS, Microsoft Windows 2020 – Android, iOS |
| Teamfight Tactics Datas de lançamento originais: - JP: 25 de junho de 2019 - OC: 25 de junho de 2019 - AN: 26 de junho de 2019 - EU: 26 de junho de 2019                                     | Notas: - Um auto battler gratuito para jogar inspirado em Auto Chess - Lançado como um modo de jogo dentro do cliente de League of Legends em computadores e autônomo em celulares, com jogabilidade multiplataforma |
| Legends of Runeterra Data de lançamento original: 30 de abril de 2020 | Anos de lançamento por sistema: 2020 – Android, iOS, Microsoft Windows |
| Legends of Runeterra Data de lançamento original: 30 de abril de 2020 | Notas: - Um jogo digital de cartas colecionáveis gratuito para jogar - Lançado em "preview patches" no final de 2019 antes de entrar em beta aberto em 24 de janeiro de 2020 |
| League of Legends: Wild Rift Datas de lançamento originais: - AS: 27 de outubro de 2020 - EU: 9 de dezembro de 2020 - AN: 28 de março de 2021                                                | Anos de lançamento por sistema: 2020 – Android, iOS (beta aberto) Sem data – Consoles |
| League of Legends: Wild Rift Datas de lançamento originais: - AS: 27 de outubro de 2020 - EU: 9 de dezembro de 2020 - AN: 28 de março de 2021                                                | Notas: - Versão refeita de League of Legends, adaptada para celulares e consoles - A versão móvel entrou em teste alfa no Brasil e nas Filipinas em junho de 2020, e beta fechado no sudeste da Ásia em setembro de 2020 |
| Ruined King: A League of Legends Story Data de lançamento original: 16 de novembro de 2021                                                                                                   | Anos de lançamento por sistema: 2021 – Microsoft Windows, Nintendo Switch, PlayStation 4, PlayStation 5, Xbox One, Xbox Series X/S |
| Ruined King: A League of Legends Story Data de lançamento original: 16 de novembro de 2021                                                                                                   | Notas: - Jogo de RPG baseado em turnos desenvolvido pela Airship Syndicate e publicado pela Riot Forge - Primeiro jogo sobre League of Legends lançado em consoles |

#### Futuro
| Título                                                                        | Detalhes |
| ----------------------------------------------------------------------------- | --- |
| Conv/rgence: A League of Legends Story Data de lançamento proposta: Sem data  | Sistemas propostos: Consoles, Microsoft Windows |
| Conv/rgence: A League of Legends Story Data de lançamento proposta: Sem data  | Notas: - Jogo de ação de plataforma desenvolvido pela Double Stallion Games e publicado pela Riot Forge                                                                                                 |
| League of Legends Esports Manager Data de lançamento proposta: - CN: Sem data | Sistemas propostos: Android, iOS |
| League of Legends Esports Manager Data de lançamento proposta: - CN: Sem data | Notas: - Jogo de gerenciamento de esportes gratuito para jogar desenvolvido e publicado pela Tencent - Originalmente planejado para o lançamento do League of Legends Pro League (LPL) de 2020 na China |
| 2XKO Data de lançamento proposta: Sem data                                    | Sistemas propostos: Microsoft Windows, PlayStation 5, Xbox Series X/S |
| 2XKO Data de lançamento proposta: Sem data                                    | Notas: - Jogo de luta anunciado durante a Evo 2019 |
| Project F Data de lançamento proposta: Sem data                               | Sistemas propostos: A ser anunciado |
| Project F Data de lançamento proposta: Sem data                               | Notas: - Jogo multijogador anunciado durante a transmissão ao vivo do 10º aniversário de League of Legends                                                                                              |
| MMORPG sem título Data de lançamento proposta: Sem data                       | Sistemas propostos: A ser anunciado |
| MMORPG sem título Data de lançamento proposta: Sem data                       | Notas: - Um massively multiplayer online role-playing game (MMORPG) revelado por Greg Street em dezembro de 2020                                                                                        |

#### Minijogos
| Título | Detalhes |
| --- | --- |
| League of Legends: Turret Defence Datas de lançamento originais: - EU: 23 de dezembro de 2009 - AN: 24 de dezembro de 2009 | Anos de lançamento por sistema: 2009 – iOS |
| League of Legends: Turret Defence Datas de lançamento originais: - EU: 23 de dezembro de 2009 - AN: 24 de dezembro de 2009 | Notas: - Jogo de tower defense gratuito desenvolvido pela Goa/Orange Labs e Riot Games; publicado pela Goa na Europa - Removido da App Store em 2010 |
| Cho'Gath Eats the World Data de lançamento original: 1 de abril de 2013                                                    | Anos de lançamento por sistema: 2013 – Navegador |
| Cho'Gath Eats the World Data de lançamento original: 1 de abril de 2013                                                    | Notas: - Jogo de arcade gratuito semelhante à Rampage desenvolvido pela Pure Bang Games - Pegadinha do Dia da Mentira disponível apenas por um dia - Inclui Astro Teemo, um jogo de corrida interminável estilo Jetpack Joyride desbloqueável |
| Pixel Poro Data de lançamento original: 13 de maio de 2014                                                                 | Anos de lançamento por sistema: 2014 – Navegador |
| Pixel Poro Data de lançamento original: 13 de maio de 2014                                                                 | Notas: - Jogo no estilo Pong lançado para coincidir com o lançamento do novo campeão Braum |
| Blitzcrank's Poro Roundup Data de lançamento original: 20 de agosto de 2015                                                | Anos de lançamento por sistema: 2015 – Android, Navegador, iOS |
| Blitzcrank's Poro Roundup Data de lançamento original: 20 de agosto de 2015                                                | Notas: - Jogo de arcade de rolagem lateral gratuito desenvolvido pela Pure Bang Games - Disponível apenas por tempo limitado, até 21 de setembro de 2015 |
| Jogos da Thunderdome Datas de lançamento originais: 18 de agosto de 2017                                                   | Anos de lançamento por sistema: 2017 – Microsoft Windows 2018 – Microsoft Windows |
| Jogos da Thunderdome Datas de lançamento originais: 18 de agosto de 2017                                                   | Notas: - Jogos não oficiais gratuitos desenvolvidos em 48 horas durante a hackathon anual "Thunderdome" da Riot: - Ziggs Arcade Blast (2017), um jogo de plataforma de rolagem lateral - Star Guardian: Insomnia (2018), um bullet hell de rolagem lateral - Super Zac Ball (2018), um jogo de arcade de esportes - PROJECT.EXEcute (2018), um twin-stick shooter |

### Jogos de mesa
| Título                                                          | Detalhes |
| --------------------------------------------------------------- | --- |
| Mechs vs. Minions 13 de outubro de 2016 – Jogo de mesa          | Notas: - Jogo de estratégia cooperativo que começou como um projeto de paixão dentro da Riot Games - Demorou três anos para ser desenvolvido                                                                                     |
| Tellstones: King's Gambit 16 de setembro de 2020 – Jogo de mesa | Notas: - Jogo de memória onde os jogadores competem para lembrar os símbolos de sete peças colocadas viradas para baixo em uma linha - Primeiro título da Riot Tabletop, uma divisão da Riot Games, anunciada em janeiro de 2020 |

## Aplicativos
| Título                                                             | Detalhes |
| ------------------------------------------------------------------ | --- |
| League+ Data de lançamento original: 24 de fevereiro de 2016       | Anos de lançamento por sistema: 2016 – Android, iOS |
| League+ Data de lançamento original: 24 de fevereiro de 2016       | Notas: - Aplicativo móvel para bater papo com amigos, receber notícias sobre o jogo e esporte eletrônico e assistir jogos e streamers - Lançado originalmente como League Friends apenas com funcionalidade de bate-papo     |
| League Displays Data de lançamento original: 4 de dezembro de 2017 | Anos de lançamento por sistema: 2017 – macOS, Microsoft Windows |
| League Displays Data de lançamento original: 4 de dezembro de 2017 | Notas: - Aplicativo de desktop para baixar papéis de parede de alta definição e protetores de tela de artes de League of Legends - Substituído e aprimorado na funcionalidade do aplicativo beta anterior League Screensaver |

## Música

### Trilhas sonoras
| Título                                             | Lançamento            | Duração | Gravadora  |
| -------------------------------------------------- | --------------------- | ------- | ---------- |
| The Music of League of Legends Vol. 1              | 27 de janeiro de 2015 | 51:24   | Riot Games |
| The Music of League of Legends: Season 1           | 15 de outubro de 2019 | 28:28   | Riot Games |
| The Music of League of Legends: Season 2           | 15 de outubro de 2019 | 1:09:43 | Riot Games |
| The Music of League of Legends: Season 3           | 15 de outubro de 2019 | 48:30   | Riot Games |
| The Music of League of Legends: Season 4           | 15 de outubro de 2019 | 1:18:31 | Riot Games |
| The Music of League of Legends: Season 5           | 15 de outubro de 2019 | 1:09:38 | Riot Games |
| The Music of League of Legends: Season 6           | 15 de outubro de 2019 | 1:28:57 | Riot Games |
| The Music of League of Legends: Season 7           | 15 de outubro de 2019 | 2:08:03 | Riot Games |
| The Music of League of Legends: Season 8           | 15 de outubro de 2019 | 1:28:52 | Riot Games |
| The Music of League of Legends: Season 9           | 15 de outubro de 2019 | 55:18   | Riot Games |
| League of Legends: Wild Rift (Original Soundtrack) | 30 de março de 2021   | 26:01   | Riot Games |

#### Gravações de vinil
| Título | Lançamento            | Duração | Gravadora          |
| --- | --------------------- | ------- | ------------------ |
| League of Legends: Selected Orchestral Works | 16 de outubro de 2019 | 1:23:22 | Riot Games/iam8bit |
| Notas: - Disco LP duplo lançado pela iam8bit, contendo 26 faixas                                                                                                |                       |         |                    |
| DJ Sona: Ultimate Concert | 5 de dezembro de 2019 | 37:12   | Riot Games/iam8bit |
| Notas: - Disco LP lançado pela iam8bit, contendo 7 faixas com participação de Bassnectar, The Crystal Method, Pretty Lights, Dada Life, Nosaj Thing e Renholdër |                       |         |                    |

### Remixes
| Título | Lançamento            | Duração | Gravadora  |
| --- | --------------------- | ------- | ---------- |
| Warsongs | 14 de janeiro de 2016 | 46:53   | Riot Games |
| Notas: - Álbum de remixes contendo 11 remixes de EDM de Marshmello, Arty, MitiS, James Egbert, Mako, Hyper Potions, ProtoShredanoid, Jauz, Minnesota, Dan Negovan e Vicetone |                       |         |            |

### Bandas virtuais
Álbuns e EPs lançados por bandas virtuais compostas por campeões de League of Legends.
| Título | Lançamento            | Duração | Gravadora  |
| --- | --------------------- | ------- | ---------- |
| Smite and Ignite | 3 de junho de 2014    | 30:25   | Riot Games |
| Notas: - Álbum de estreia da banda de heavy metal Pentakill, contendo 8 faixas - Apresenta vocais de Jørn Lande e ZP Theart |                       |         |            |
| II: Grasp of the Undying | 3 de agosto de 2017   | 45:52   | Riot Games |
| Notas: - Segundo álbum de Pentakill, contendo 10 faixas - Apresenta vocais de Jørn Lande, Noora Louhimo (da banda Battle Beast), Danny Lohner e Per Johansson |                       |         |            |
| All Out | 6 de novembro de 2020 | 16:16   | Riot Games |
| Notas: - EP de estreia do grupo feminino K/DA, contendo 5 faixas; lançado como uma continuação do single de estreia de 2018, "Pop/Stars" - Apresenta vocais de (G)I-dle, Bea Miller, Wolftyla, Madison Beer, Lexie Liu, Jaira Burns, Kim Petras, Bekuh Boom, Aluna, Twice e Annika Wells - Foi precedido pelos lançamentos dos singles "The Baddest" e "More" |                       |         |            |

## Literatura

### Livros
| Título | Lançamento            | Publicadora |
| --- | --------------------- | ----------- |
| The Art of League of Legends: Volume I | 2 de setembro de 2016 | Riot Games  |
| Notas: - Livro de arte lançado como parte do 10º aniversário da Riot Games - Lançado como um livro impresso (ISBN 978-0-997-40110-3) e um e-book gratuito |                       |             |
| Realms of Runeterra | 5 de novembro de 2019 | Voracious   |
| Notas: - Livro enciclopédico associado à League of Legends, detalhando o mundo com histórias e ilustrações (ISBN 978-0-316-49732-9)                       |                       |             |
| Garen: First Shield | 8 de dezembro de 2020 | Riot Games  |
| Notas: - Romance escrito por Anthony Reynolds, lançado como um e-book                                                                                     |                       |             |

### Quadrinhos

#### Séries
| Título | Lançamento                                   | Publicadora   |
| --- | -------------------------------------------- | ------------- |
| Ashe: Warmother | 19 de dezembro de 2018 – 20 de março de 2019 | Marvel Comics |
| Notas: - Escrito por Odin Austin Shafer, com arte de Nina Vakueva (capa de Yasmine Putri) - Publicado em 4 edições; um trade paperback foi lançado em 15 de maio de 2019 (ISBN 978-1-302-91856-9).                                 |                                              |               |
| Lux | 8 de maio – 11 de setembro de 2019           | Marvel Comics |
| Notas: - Escrito por John O'Bryan, com arte de Billy Tan, Haining e Gadson of Tan Comics - Publicado em 5 edições; um trade paperback foi lançado em 6 de novembro de 2019 (ISBN 978-1-302-91943-6).                               |                                              |               |
| Zed | 20 de novembro de 2019 – 15 de abril de 2020 | Marvel Comics |
| Notas: - Escrito por Odin Austin Shafer, com arte de Edgar Salazar, Lorenzo Ruggiero, Andres Mossa e Chris O'halloran - Publicado em 6 edições; um trade paperback foi lançado em 30 de setembro de 2020 (ISBN 978-1-302-91947-4). |                                              |               |
| K/DA: Harmonies | 5 de setembro – 3 de outubro de 2020         | Riot Games    |
| Notas: - Um webtoon escrito por Michael Yichao, com arte de HD of Rainforest Culture - Publicado em 5 edições antes do lançamento do EP All Out                                                                                    |                                              |               |

#### One-shots
Quadrinhos one-shot publicados no site League of Legends Universe.
| Título                       | Lançamento             | Publicadora |
| ---------------------------- | ---------------------- | ----------- |
| Darius: Blood of Noxus       | 18 de agosto de 2017   | Riot Games  |
| Nami: Into the Abyss         | 1 de setembro de 2017  | Riot Games  |
| Ziggs & Jinx: Paint the Town | 15 de setembro de 2017 | Riot Games  |
| Miss Fortune: Fortune Smiles | 29 de setembro de 2017 | Riot Games  |
| Varus: Heartlight            | 30 de novembro de 2017 | Riot Games  |
| Varus: Retribution           | 30 de novembro de 2017 | Riot Games  |
| Ryze: The Burning Lands      | 25 de julho de 2018    | Riot Games  |

## Televisão e filmes
| Título | Lançamento                                | Emissora original |
| --- | ----------------------------------------- | ----------------- |
| Frequencies – The Music of League of Legends | 28 de janeiro de 2015                     | YouTube           |
| Notas: - Filme documentário sobre os compositores de League of Legends e a produção de The Music of League of Legends Vol. 1, dirigido por Caleb Slain                                                           |                                           |                   |
| League of Legends Origins | 15 de outubro de 2019                     | Netflix           |
| Notas: - Filme documentário sobre a história do jogo e sua comunidade, dirigido por Leslie Iwerks |                                           |                   |
| Tales of Runeterra | 6 de abril de 2020 – 8 de janeiro de 2021 | YouTube           |
| Notas: - Série de curtas-metragens de animação com foco em diferentes regiões do universo de League of Legends e seus personagens                                                                                |                                           |                   |
| Arcane | 6 de novembro de 2021 – presente          | Netflix           |
| Notas: - Série animada protagonizada pelas irmãs Jinx e Vi, feita pela Riot Games e Fortiche Production - Inicialmente prevista para ser lançada em 2020, mas foi adiada para 2021 devido à pandemia de COVID-19 |                                           |                   |